# Boudewijn Maes
Boudewijn Polydore Maes, né à Gand le 10 janvier 1873 et mort à Laethem-Saint-Martin le 18 novembre 1946 , est un homme politique belge flamand nationaliste (Frontiste).

## Biographie
Il est fonctionnaire-télégraphiste et rédacteur en chef du périodique De Voorpost (Vlaamsche Front) de 1922 à 1932.
Maes est un nationaliste flamand libre-penseur. Il lutte pendant la Première Guerre mondiale contre les activistes, trop bourgeois à son goût. Après guerre, il les défend, animé de justice et solidaire du combat national flamand. Il voit en eux des victimes de l'État bourgeois belge.
En 1919, il est élu au Parlement belge sur les listes du Frontpartij. Il s'illustre par un radicalisme et veut être plus révolutionnaire que les socialistes et communistes. Ensuite, il passe au socialisme et il meurt comme communiste flamand.

## Carrière politique
1919-1921 : député de l'arrondissement de Gand-Eeklo.

## Ouvrages
- Antwoord van de Frontpartij op de regeeringsverklaring van 16en december 1919., Gand, 1919.